# Genouillé (Vienne)
Genouillé é uma comuna francesa na região administrativa da Nova Aquitânia, no departamento de Vienne. Estende-se por uma área de 29,8 km². Em 2010 a comuna tinha 509 habitantes (densidade: 17,1 hab./km²).